# Keto Losaberidze
Ketevan "Keto" Losaberidze, född 1 augusti 1949 i Kirovi, Tqibuli distrikt, Georgiska SSR, död 23 januari 2022 i Tbilisi, var en georgisk (sovjetisk) idrottare som tog individuellt guld i bågskytte vid de olympiska sommarspelen 1980.